# Штрасбург (Уккермарк)
Штрасбург (нем. Strasburg) — город в Германии, в земле Мекленбург-Передняя Померания.
Входит в состав района Иккер-Рандов. Население составляет 5,7 тысяч человек (2009); в 2003 году — 6,5 тысяч. Занимает площадь 86,83 км². Официальный код — 13 0 62 056.

## История
Городская история насчитывает более 750 лет. После заключения мирного договора в Пренцлау в 1479 году Уккермарк, включая Штрасбург, окончательно отходит Бранденбургу. В XVII веке по причине войн, городских пожаров и чумы население города временами уменьшалось до 200 человек. С поселением 244 изгнанных за веру французских гугенотов, получивших 5 января 1691 года соответствующую курфюршескую привилегию, коренное население Штрасбурга в составе примерно 170 человек разом становится меньшинством в собственном городе, однако одновременно начинается экономический расцвет Штрасбурга. Французские фамилии потомков этих гугенотов и по сей день нередко встречаются среди жителей Штрасбурга. В эпоху индустриализации, к концу XIX века, город присоединяется к германской железнодорожной сети. В конце Второй мировой войны, в 1945 году, город на 55 % разрушен и в 1950/60 годы снова восстановлен. С роспуском земель в ГДР в 1952 году Штрасбург отходит к округу Нойбранденбург и становится главным городом одноимённого земельного района.
В 1990 году Штрасбург присоединяется к заново образованной земле Мекленбург-Передняя Померания и в ходе реформы управления 1994 года становится частью нового земельного района Иккер-Рандов, утеряв при этом резиденцию районного управления в пользу Пазевалька. Хотя основная часть Уккермарка при новообразовании федеральных земель отошла земле Бранденбург, Штрасбург остался в земле Мекленбург — Передняя Померания на основании решения, принятого горожанами в 1991 году после специально проведённого голосования. С 1 марта 1995 года официальным названием города является Strasburg (Uckermark). Начиная с 1991 года город был основательно отремонтирован в рамках федеральной программы содействия градостроительству. С начала девяностых годов Штрасбург принял сотни переселенцев из стран бывшего СССР и для некоторых из них стал местом постоянного проживания и новой родиной.
| Год  | Население |
| ---- | --------- |
| 1991 | 7928      |
| 1995 | 7365      |
| 2000 | 6898      |
| 2005 | 6216      |
| 2010 | 5517      |

## Административная структура
К Штрасбургу относятся 11 административно подчинённых ему соседних населённых пунктов (в частности, они имеют тот же самый почтовый индекс, хотя удалены от самого города порой на несколько километров и имеют собственные названия). Таковыми являются:
- Герен (присоединён 9 сентября 1992 года)
- Карлсбург
- Клепельсхаген
- Кёнсхоф
- Луизфельде
- Людвигсталь
- Мариенфельде
- Нойензунд (присоединён 9 сентября 1992 года)
- Равенсмюле
- Розенталь
- Шварцензе

## Достопримечательности
- Лютеранская церковь Св. Марии — старейшее здание в городе, строительство которого продолжалось с 1250 по 1280 годы. В позднем средневековье центральный корпус здания был преобразован в готическом стиле. Изначально здание планировалось построить с двумя башнями, но в итоге была возведена только южная башня. Отсутствие северной башни до сих пор ясно заметно в общей структуре здания. В 1837 году южная башня была в аварийном порядке покрыта крышей и в сегодняшнем виде не достигает первоначальной высоты. Зал свободно вмещает несколько сотен человек. В церкви имеется орган, на котором исполняется музыка во время богослужений и регулярно имеющих место церковных концертов. С 1 августа 2004 года собирающуюся в церкви Св. Марии на воскресные богослужения общину лютеран возглавляет пастор Райнер Шлихт.
- Водонапорная башня высотой 36 метров была построена в ходе сооружения в Штрасбурге центральной водопроводной системы, запущенной в 1928 году. В настоящее время здесь находятся отель и греческий ресторан.

## Галерея изображений

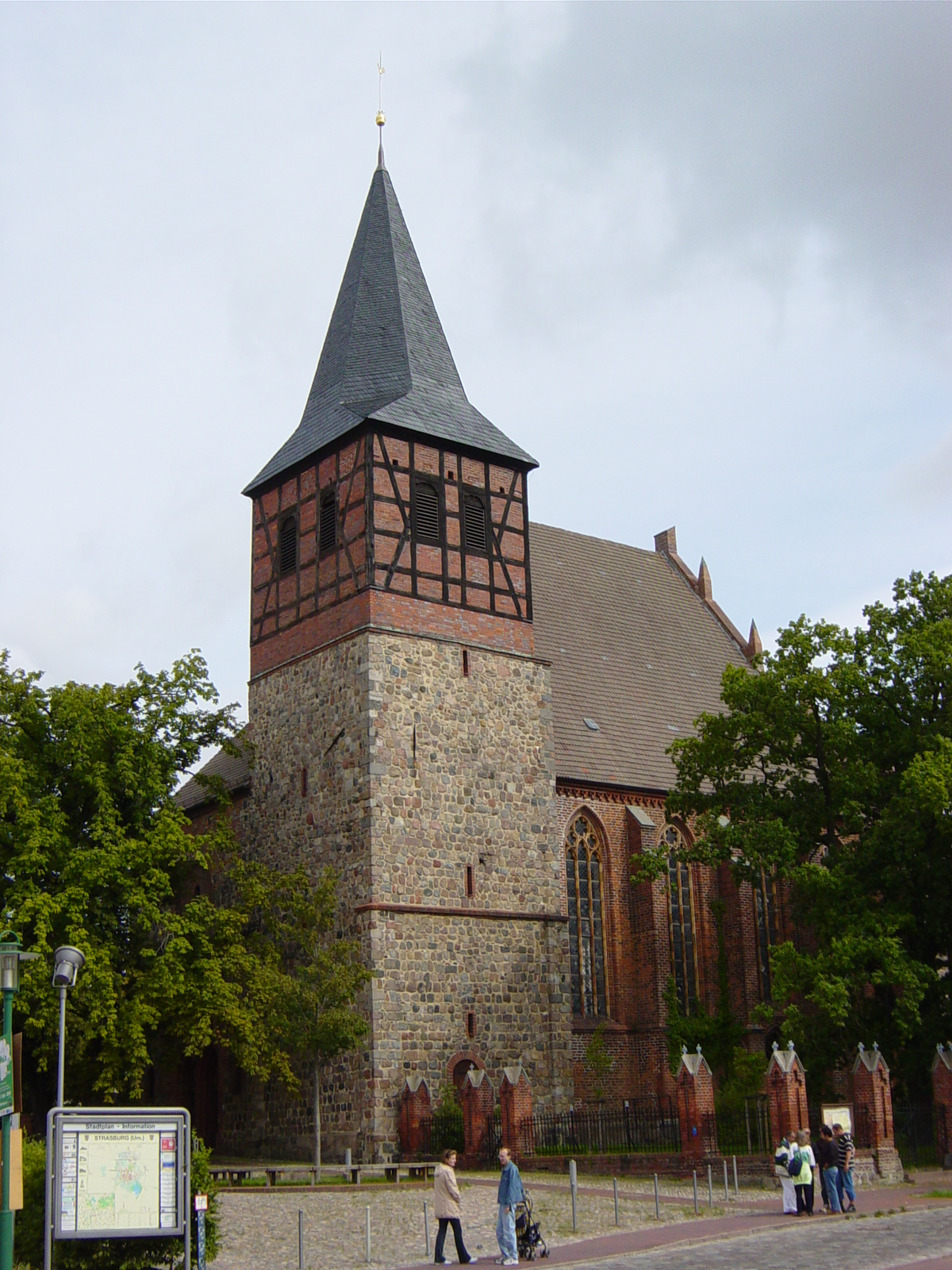
Церковь Св. Марии без башенных часов
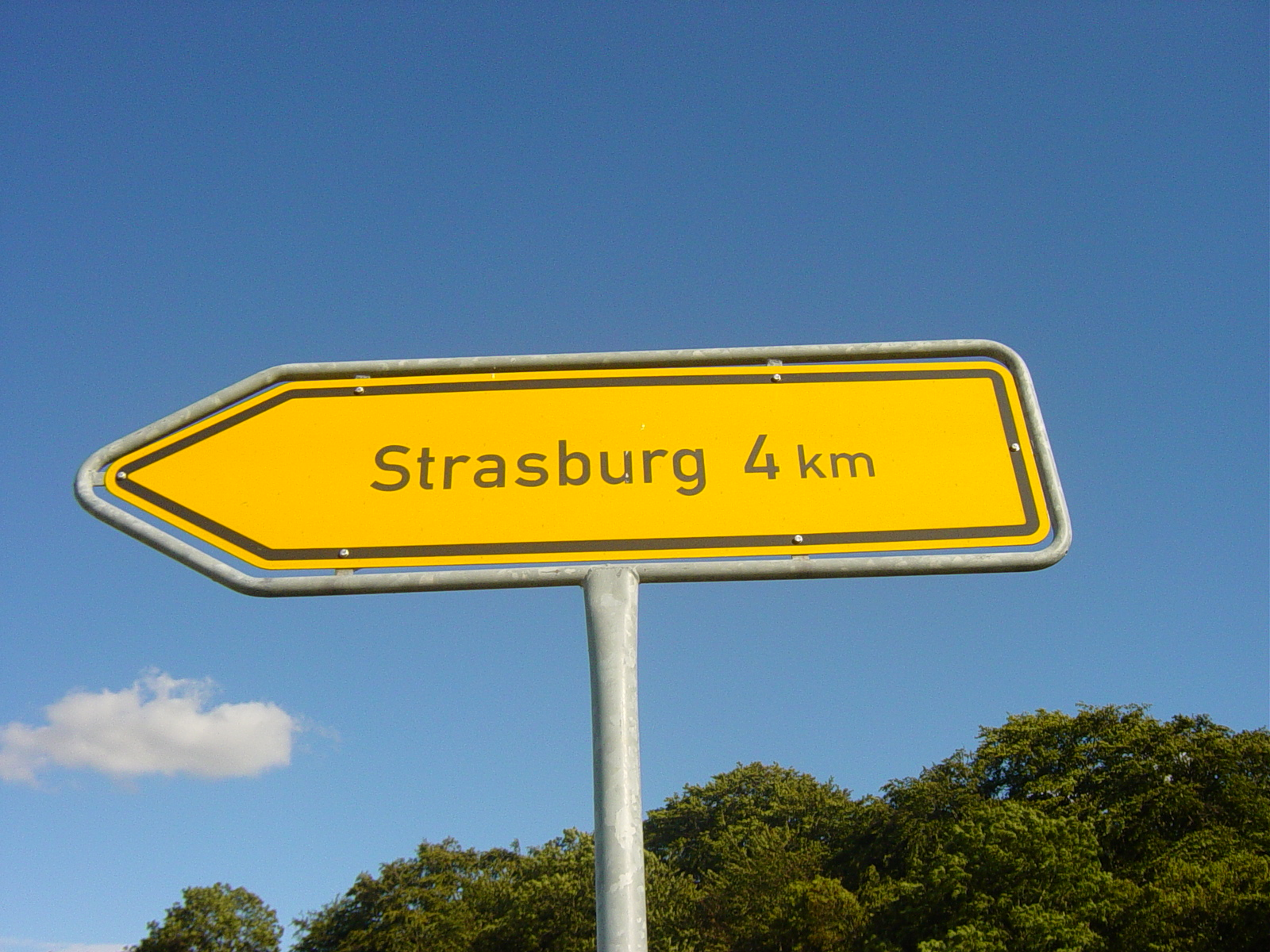
Дорожный указатель на пути к Штрасбургу